# Meester van het Heilig Bloed

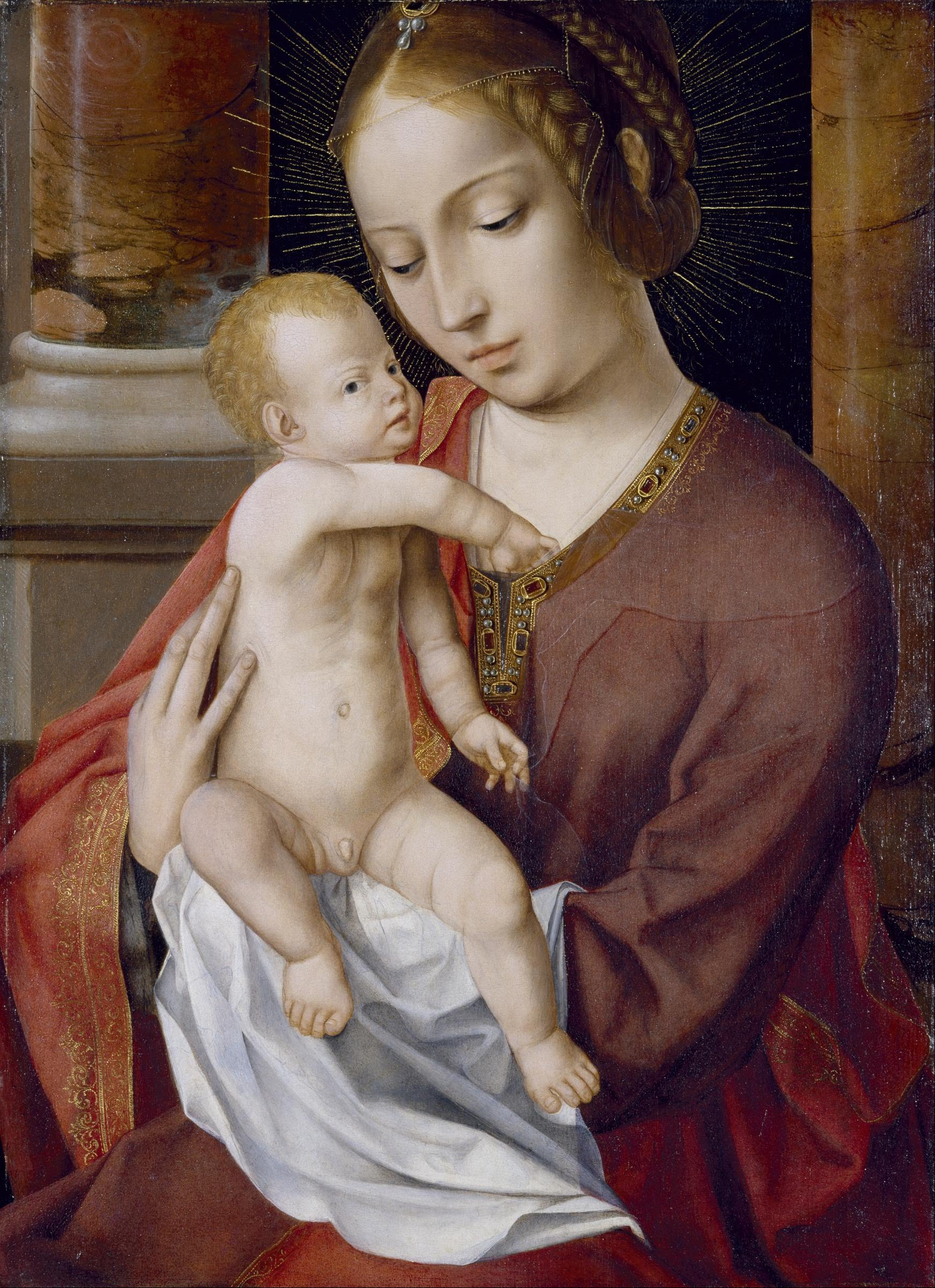
Madonna met Kind, Museum of Fine Arts, Houston

De Meester van het Heilig Bloed (actief tussen 1520 en 1525) is de noodnaam van een Vlaamse kunstschilder, wiens carrière met Brugge wordt verbonden. Hij kreeg zijn naam van Georges Hulin de Loo naar het drieluik in het Heilig Bloedmuseum, het enige werk dat volgens De Loo op zijn oorspronkelijke plaats was bewaard. Max Jakob Friedländer kende een dertigtal werken aan deze Meester toe, maar waarschijnlijk waren niet al die werken van dezelfde hand.
Twee altaarstukken die in Brugge bewaard bleven, wijzen erop dat de Meester hoogstwaarschijnlijk zijn atelier had in Brugge. Toch was zijn stijl sterk beïnvloed door Quinten Massijs, waaruit men zou kunnen afleiden dat hij zijn leertijd in Antwerpen doorbracht. Kunsthistorici noemen hem eerder repetitief dan creatief en zijn werk is dikwijls onhandig met frequente anatomische onnauwkeurigheden. De triptiek van de Verheerlijking van Onze-Lieve-Vrouw in de Sint-Jakobskerk in Brugge zou zijn beste werk zijn. De afkomst van de Meester blijft in het ongewisse.

## Werken
- De bewening van Christus, Edele Broederschap van het Heilig Bloed, Brugge[4]
- De kruisafneming, [[[Metropolitan Museum of Art]], New York[5]
- De kruisafneming, El Capilla Real, Granada[6]
- Triptiek van de Verheerlijking van Onze-Lieve-Vrouw, Brugge, Sint-Jakobskerk[7]
- Kruisdraging, Greenville (South Carolina), Bob Jones University Collection[8]
- Drieluik met Ecce Homo, Museo del Prado, Madrid[9]
- Triptiek met de Annunciatie, de H. Hieronymus en de H. Johannes de Doper, Museo del Prado, Madrid
- Madonna met drie engelen, Koninklijk Museum voor Schone Kunsten, Antwerpen[10]
- Twee luiken: heilige Catharina en heilige Barbara, Cleveland Museum of Art, Cleveland[11]
- Lucretia, Alte Pinakothek, München
- Lucretia, Koninklijke Musea voor Schone Kunsten, Brussel
- Lucretia, Gemâldegalerie der Akademie der bildenden Künste, Wenen
- De heilige Johannes op Patmos, Groeningemuseum, Brugge
- Geknielde Johannes (Apocalyps), Groeningemuseum, Brugge[12]
- Christus van de Apocalyps, Groeningemuseum, Brugge[12]
- Maria en Kind met de heiligen Catharina en Barbara, Groeningemuseum, Brugge[13]
- Drievuldigheid, Koninklijke Musea voor Schone Kunsten, Brussel
- Madonna met Kind, Museum of Fine Arts, Houston